# Galeria pod Sufitem
Galeria pod Sufitem – galeria fotografii znajdująca się w filii nr 30 Miejskiej Biblioteki Publicznej w Katowicach na ul. Rybnickiej 11.

## Niektóre wystawy
- Fantastyczne światy, wystawa Małgorzaty Pudlik, ilustratorki powieści fantasy Wita Szostaka
- Są takie miejsca. Przyroda Jastrzębia Zdroju, Jastrzębskiego Klubu Fotograficznego „Niezależni”
- Fürstenberg, wystawa fotografii otworkowej Pawła Janczaruka
- Cabana Padis, wystawa fotografii Krystiana Szuły
- W górach ulubionych, zbiorowa wystawa fotografii członków Jastrzębskiego Klubu Fotograficznego „Niezależni”
- Czarne na białym, wystawa grafiki i rysunku Karoliny Stanieczek
- Fotografia, wystawa fotograficzna grupy ASK
- 3 x 4000, wystawa fotografii górskiej Grzegorza Siby
- Istoty pomieszane z bestiariusza, wystawa prac plastycznych Barbary Kościelnej–Bełdowicz
- Śląsk i Ślązacy w powstaniu styczniowym − ekspozycja historyczna ze zbiorów Sławomira Hordejuka
- Beskid Śląski i Żywiecki